# АЭС Уилфа
АЭС Уилфа (англ. Wylfa Nuclear Power Station) — остановленная атомная электростанция в Уэльсе (Великобритания).
Станция находится на острове Англси в 6 милях от городка Амлух в северном Уэльсе. Расположение станции на побережье Ирландского моря обеспечивало надежный источник охлаждения для её нормального функционирования.

## История
В 1963 году компания British Nuclear Design & Construction (BNDC) начала строительство АЭС, при участии компаний English Electric, Babcock International Group и Taylor Woodrow Construction (англ.). Реакторы сконструировала фирма The Nuclear Power Group (TNPG), турбины — English Electric. Это была вторая атомная электростанция, построенная в Уэльсе, после АЭС Траусвинит. После закрытия последней в 1991 году, АЭС Уилфа оставалась единственной атомной электростанцией в Уэльсе.
АЭС Уилфа имела два ядерных реактора типа Magnox, мощностью по 490 МВт, которые начали функционировать в 1971 году.
Сооружение второй очереди АЭС (Wylfa B) планировалось, в частности для удовлетворения потребностей алюминиевого завода в городе Холихед. Однако алюминиевый завод был закрыт 30 сентября 2009 года. Строительство второй АЭС было отложено на неопределенный срок. Тем не менее АЭС Уилфа продолжала обеспечивать занятость для местного населения и производство электроэнергии к северу от Уэльса. В марте 2006 года местный Совет поддержал продление срока службы АЭС Уилфа А и строительство АЭС Уилфа B, сославшись на потенциальные потери рабочих мест в регионе.
18 октября 2010 года британское правительство объявило, что Уилфа является одним из восьми объектов, подходящим для строительства будущей АЭС.
Тем не менее, 27 апреля 2012 года реактор № 2 на АЭС Уилфа был остановлен после 41 года работы. Реактор № 1 заглушен 30 декабря 2015 года, АЭС полностью выведена из эксплуатации.

## Информация об энергоблоках
| Энергоблок | Тип реакторов | Мощность | Мощность | Начало строительства | Физпуск    | Подключение к сети | Ввод в эксплуатацию | Закрытие   |
| Энергоблок | Тип реакторов | Чистый   | Брутто   | Начало строительства | Физпуск    | Подключение к сети | Ввод в эксплуатацию | Закрытие   |
| ---------- | ------------- | -------- | -------- | -------------------- | ---------- | ------------------ | ------------------- | ---------- |
| Уилфа-1    | GCR, Magnox   | 490 МВт  | 530 МВт  | 01.09.1963           | 01.11.1969 | 24.01.1971         | 01.11.1971          | 30.12.2015 |
| Уилфа-2    | GCR, Magnox   | 490 МВт  | 530 МВт  | 01.09.1963           | 01.09.1970 | 21.07.1971         | 03.01.1972          | 25.04.2012 |